# Бубнов, Николай Матвеевич
Николай Матвеевич Бубнов (25 июля 1904 года, д. Дурасовка, Пензенская губерния — 2 августа 1943 года, район деревень Ржава и Бельдяжки, Орловская область) — советский офицер, командовал танковыми бригадами в Великую Отечественную войну. Герой Советского Союза (4.11.1943, посмертно). Гвардии полковник (16.05.1942).

## Биография
Николай Матвеевич Бубнов родился 25 июля 1904 года в деревне Дурасовка Дурасовской волости Пензенского уезда в семье крестьянина.
Окончив среднюю школу, Бубнов работал ремонтным рабочим, а затем секретарём сельсовета.

### Довоенное время
В 1926 году был призван в Красную Армию. В 1927 году окончил полковую школу 3-го стрелкового полка 1-й Казанской стрелковой дивизии, в 1930 году — Ульяновскую танковую школу, а в 1931 году — Ленинградские бронетанковые курсы усовершенствования командного состава. В 1930 году служил на должности командира стрелкового взвода 93-го стрелкового полка (31-я стрелковая дивизия).
В 1931 году вступил в ряды ВКП(б) и с того же года служил в бронетанковых частях, командовал танковым взводом в танковой бригаде имени Г. И. Котовского, затем на должности командира-политрука роты сапёрных танков 7-го сапёрного батальона в той же бригаде.
С августа 1934 года командовал ротой отдельного сапёрного батальона 5-го механизированного корпуса, с апреля 1935 года — танковой ротой (13-я механизированная бригада), с августа 1935 года — ротой танкеток (20-я механизированная бригада), с февраля 1936 года — ротой. В апреле 1938 года был назначен на должность начальника штаба автоброневого батальона (9-я мотоброневая бригада).
В феврале 1939 года был назначен на должность начальника автобронетанковой службы 94-й стрелковой дивизии, находясь на которой, участвовал в боях на Халхин-Голе. В этом конфликте был ранен, за отличия награждён орденом Ленина.
С апреля 1940 года служил на должности начальника автобронетанковой службы 133-й стрелковой дивизии (Новосибирск, Сибирский военный округ).
В 1941 году Бубнов окончил курсы при Военной академии механизации и моторизации РККА имени И. В. Сталина, после чего в мае был назначен на должность заместителя командира 94-го танкового полка (47-я танковая дивизия, Одесский военный округ).

### Великая Отечественная война
На этом посту встретил начало войны. Дивизия в составе 18-го механизированного корпуса, затем в 18-й и 38-й армиях сражалась на Южном фронте. В ней Н. Бубнов участвовал в Приграничных сражениях в Молдавии, в Тираспольско-Мелитопольской и Донбасской оборонительных операциях. В августе 1941 года за отвагу в боях Бубнов был назначен на должность командира 94-го танкового полка в этой дивизии. С октября 1941 года командовал танковым батальоном в 142-й танковой бригаде на Юго-Западном фронте, затем вновь командовал танковым полком в 2-м механизированном корпусе.
С января 1942 года майор Бубнов командовал 2-м танковым батальоном 5-й гвардейской танковой бригады в 6-й армии Южного фронта. В апреле 1942 года был назначен на должность командира 133-й отдельной танковой бригады, воевавшей на Брянском, Юго-западном и Сталинградском фронтах. Бригада участвовала в оборонительных боях на Воронежском направлении, в большой излучине Дона и на Сталинградском направлении. В ходе Сталинградской битвы бригада оборонялась на южной окраине города. В конце сентября бригада после потери значительной части танков и личного состава была выведена на левый берег Волги. Опыт боевых действий танковой бригады в обороне Бубнов обобщил в статье, опубликованной 27 сентября 1942 года в газете «Красная звезда».
За боевые заслуги 8 декабря 1942 года бригада была преобразована в 11-ю гвардейскую отдельную танковую бригаду, а командир был награждён орденом Красного Знамени. В декабре бригада получила танки Т-34 из танковой колонны «Тамбовский колхозник».
В конце января 1943 года бригада была передана во 2-ю танковую армию и передислоцирована на Центральный фронт. С февраля по март бригада принимала участие в Севской наступательной операции направлении, поддерживая 2-й гвардейский кавалерийский корпус.
В ходе подготовки к летнему наступлению 1943 года полковник Бубнов организовал боевую учёбу бригады.
В начале июля 1943 года бригада Бубнова заняла оборону у села Молотычи на северном фасе Курской дуги на стыке 16-го и 3-го танковых корпусов (2-я танковая армия). В первые дни Курской битвы бригада находилась во втором эшелоне и 10 июля вступила в бой.
Командир 11-й гвардейской отдельной танковой бригады гвардии полковник Н. М. Бубнов проявил исключительную отвагу в ходе Курской битвы и Белгородско-Харьковской наступательной операции. В ходе оборонительных и наступательных сражений бригаду перебрасывали с одного участка фронта на другой. За период командования Н. Бубновым этой бригадой (апрель 1942 — начало августа 1943) ею бойцами было уничтожено и подбито 548 танков, 449 артиллерийских орудий, 277 пулемётов, 148 миномётов, 163 автомашины, 39 дзотов и свыше 12 500 солдат и офицеров. 2 августа 1943 года танковая колонна бригады глубокой балкой выходила на рубеж атаки в районе деревень район деревень Ржава и Бельдяжки (Кромской район, Орловская область). При развёртывании для атаки передовые части бригады попали под артиллерийский налёт, проводивший постановку боевой задачи полковник Бубнов погиб на месте от осколка вражеского снаряда. Похоронен в Курске на Никитском кладбище (воинское мемориальное кладбище, могила № 138)
Указом Президиума Верховного Совета СССР от 4 ноября 1943 года за образцовое выполнение боевых заданий командования на фронте борьбы с немецкими захватчиками и проявленные при этом отвагу и геройство гвардии полковнику Николаю Матвеевичу Бубнову посмертно присвоено звание Героя Советского Союза.
Этим же Указом звание Героя Советского Союза было присвоено заместителю командира бригады по политической части гвардии полковнику Г. Ш. Калустову, погибшему через 5 дней после гибели своего комбрига.

## Награды
- Медаль «Золотая Звезда» Героя Советского Союза (4.11.1943);
- Два ордена Ленина (1939, 4.11.1943);
- Два ордена Красного Знамени (5.11.1942, 2.12.1942);
- Орден Красной Звезды (19.12.1941);
- Медаль «За оборону Сталинграда» (вручена в 1943).

## Память
В поселке Кромы Орловской области именем Героя назван переулок.